# Вишкув
Ви́шкув (пол. Wyszków) — місто в східній Польщі, на річці Західний Буг.
Адміністративний центр Вишковського повіту Мазовецького воєводства.

## Історія
Вперше місто згадується у 1203 році під назвою Вишково. Місто розташоване поблизу старовинного торгового шляху, а близькість до річки та мальовнича природа створили чудові передумови для утворення поселення.
11 березня 1502 року Вишків отримує статус міста та низку привілеїв.
У 1528 році поблизу міста, збудовано міст через річку Буг, що значно прискорює розвиток Вишкова.
Наприкінці XVIII на початку XIX сторіччя місто перебувало під владою Швеції, герцогства Варшавського, Польського королівства, Російської імперії, Пруссії, що значною мірою вплинуло на архітектуру та культуру міста.
Бурхливий розвиток міста розпочався у 1897 році, після відкриття залізничної лінії.
Місто Вишкув має важливе стратегічне розташування, тому особливо постраждало під час бойових дій.  
З 1956 по 1975 рік в результаті адміністративної реформи місто стає центром округу.

## Демографія
Демографічна структура станом на 31 березня 2011 року:
|          | Загалом | Допрацездатний вік | Працездатний вік | Постпрацездатний вік |
| -------- | ------- | ------------------ | ---------------- | -------------------- |
| Чоловіки | 13191   | 2803               | 9307             | 1081                 |
| Жінки    | 14121   | 2731               | 8866             | 2524                 |
| Разом    | 27312   | 5534               | 18173            | 3605                 |

## Відомі люди
- Мордехай Анєлевіч (1919—1943) — командувач Єврейської бойової організації та керівник повстання у Варшавському гетто.
- Даніель Големб'євський (* 1987) — польський футболіст, нападник.
- Ярослав Каліновський[pl] (* 1962) — польський політик.

## Міста-побратими
- Ейшишкес, Литва
- Кохтла-Ярве, Естонія
- Вишгород, Україна

## Галерея

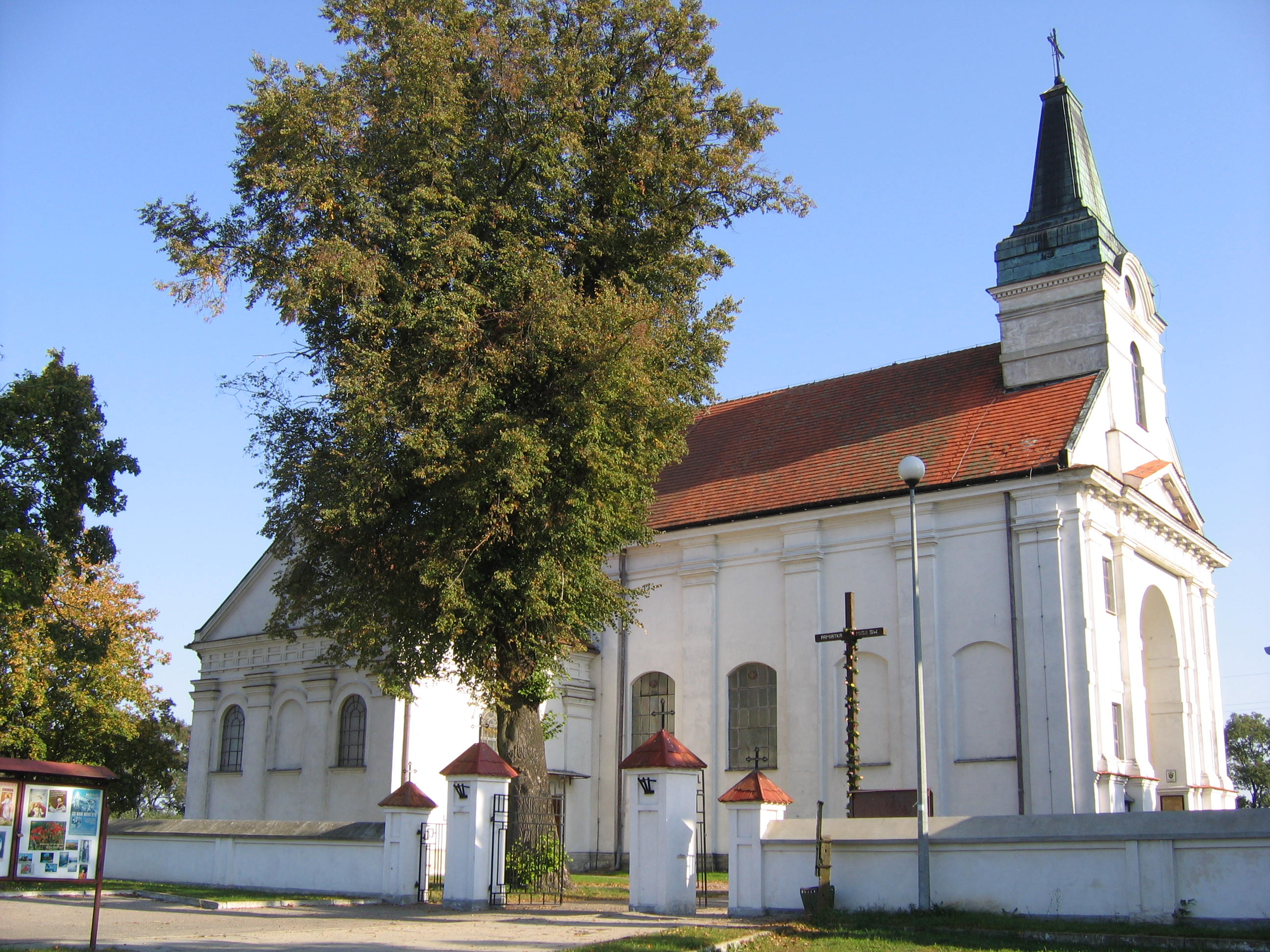
Костел св. Егідія
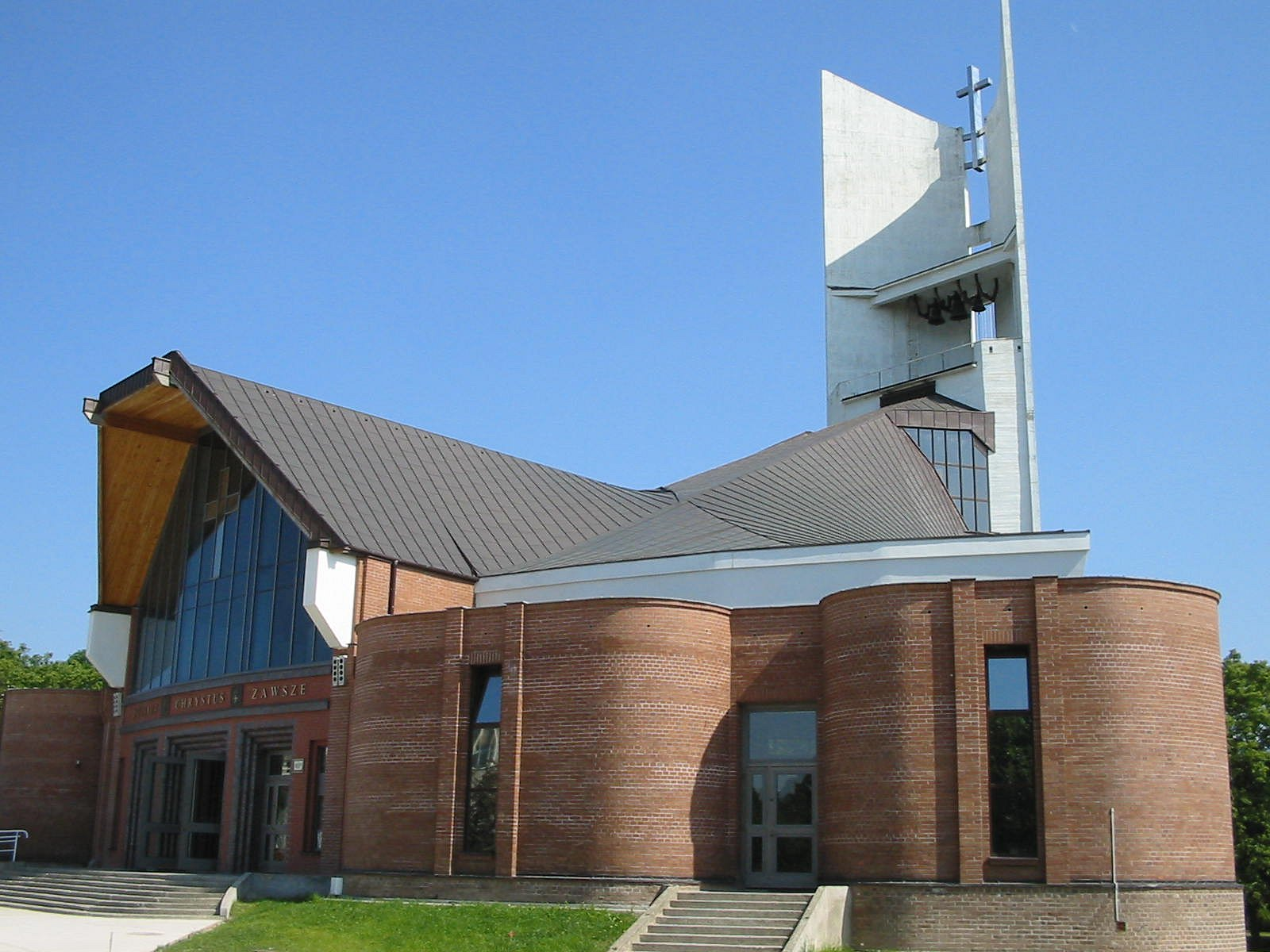
Костел Матері Божої Ченстоховської
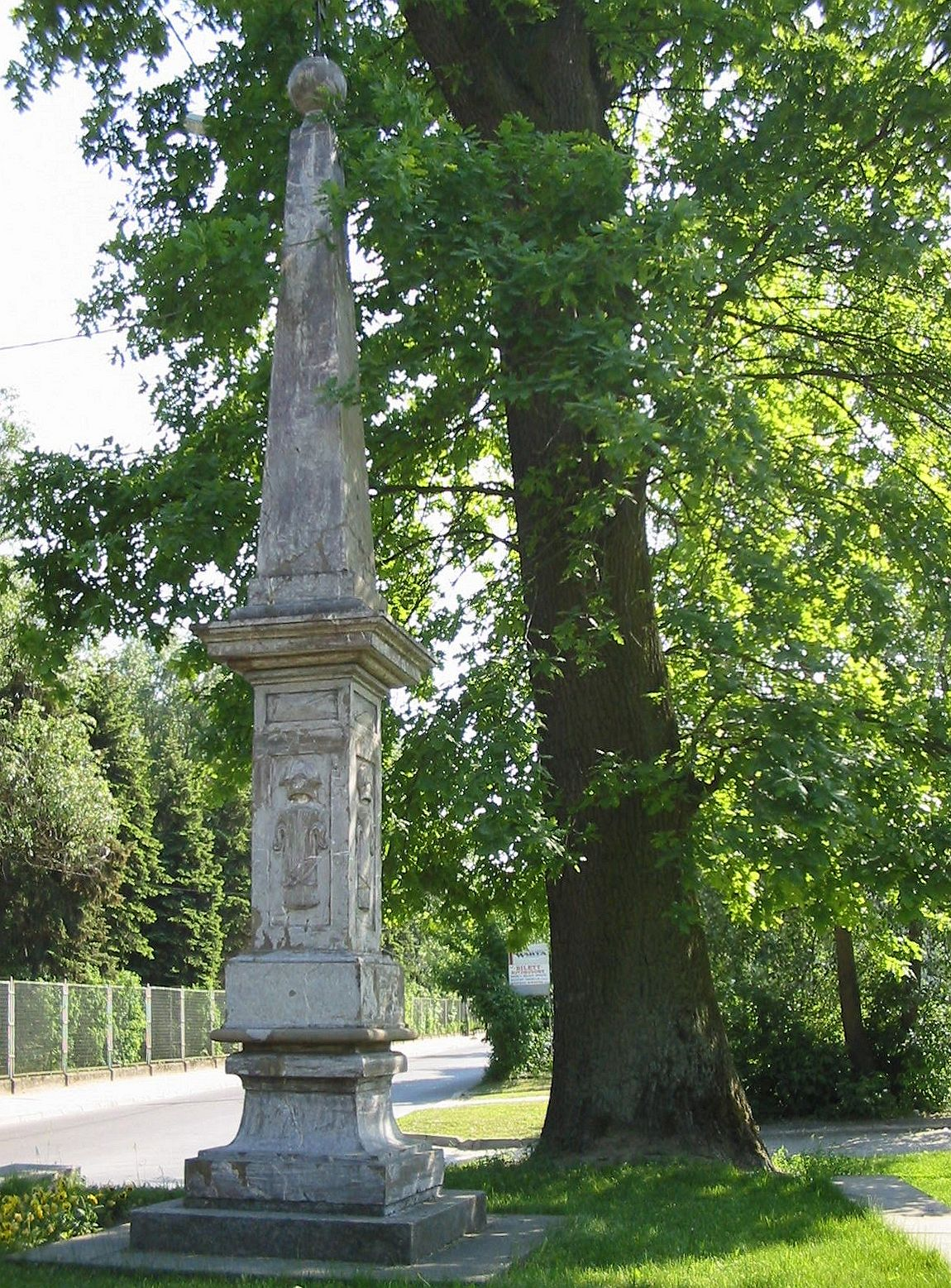
Обеліск Вазів (встановлений після 1655 року на честь єпископа Плоцького Карла Фердинанда Ваза)
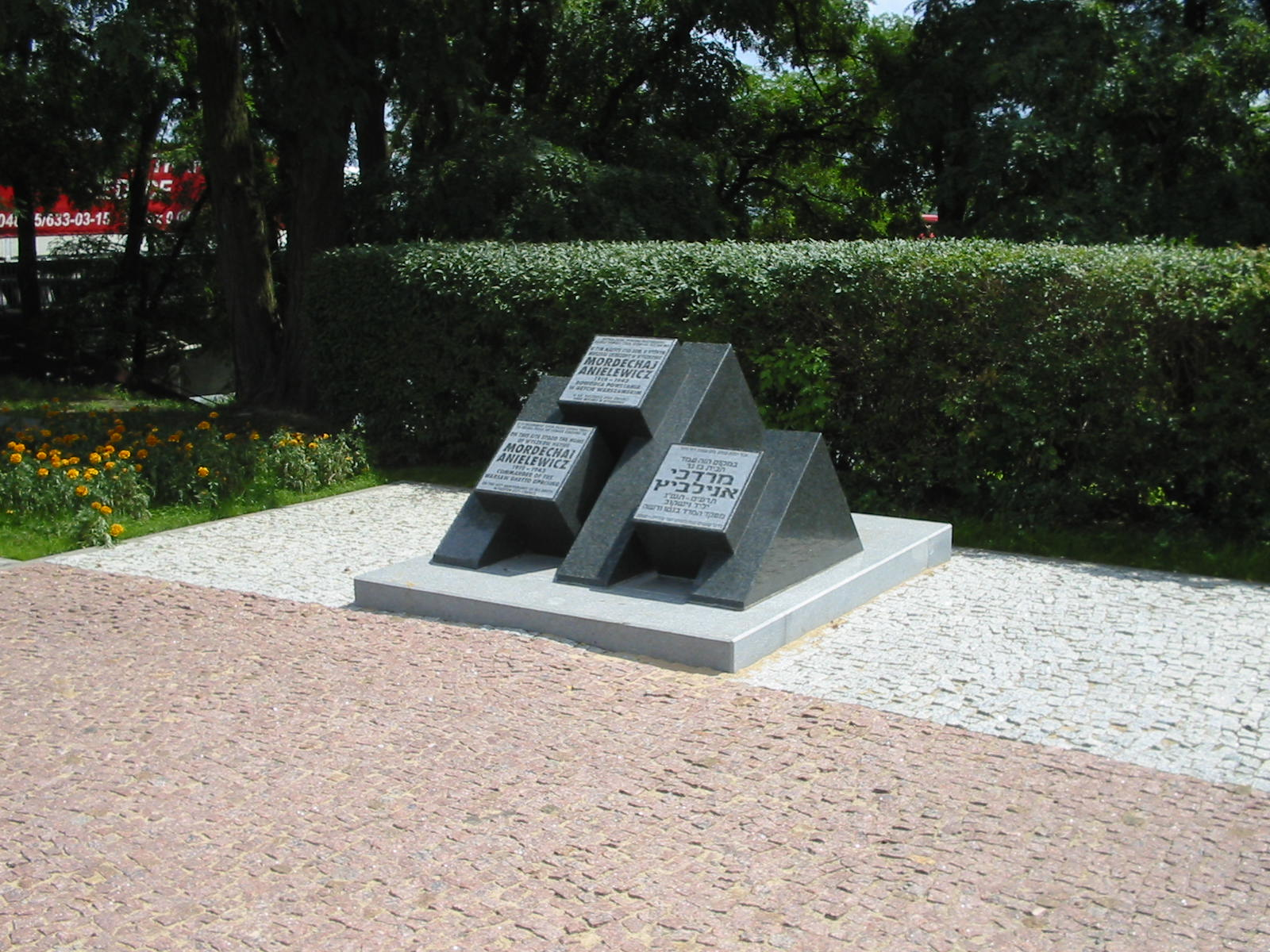
Меморіал пам'яті Анелевича Мордехая
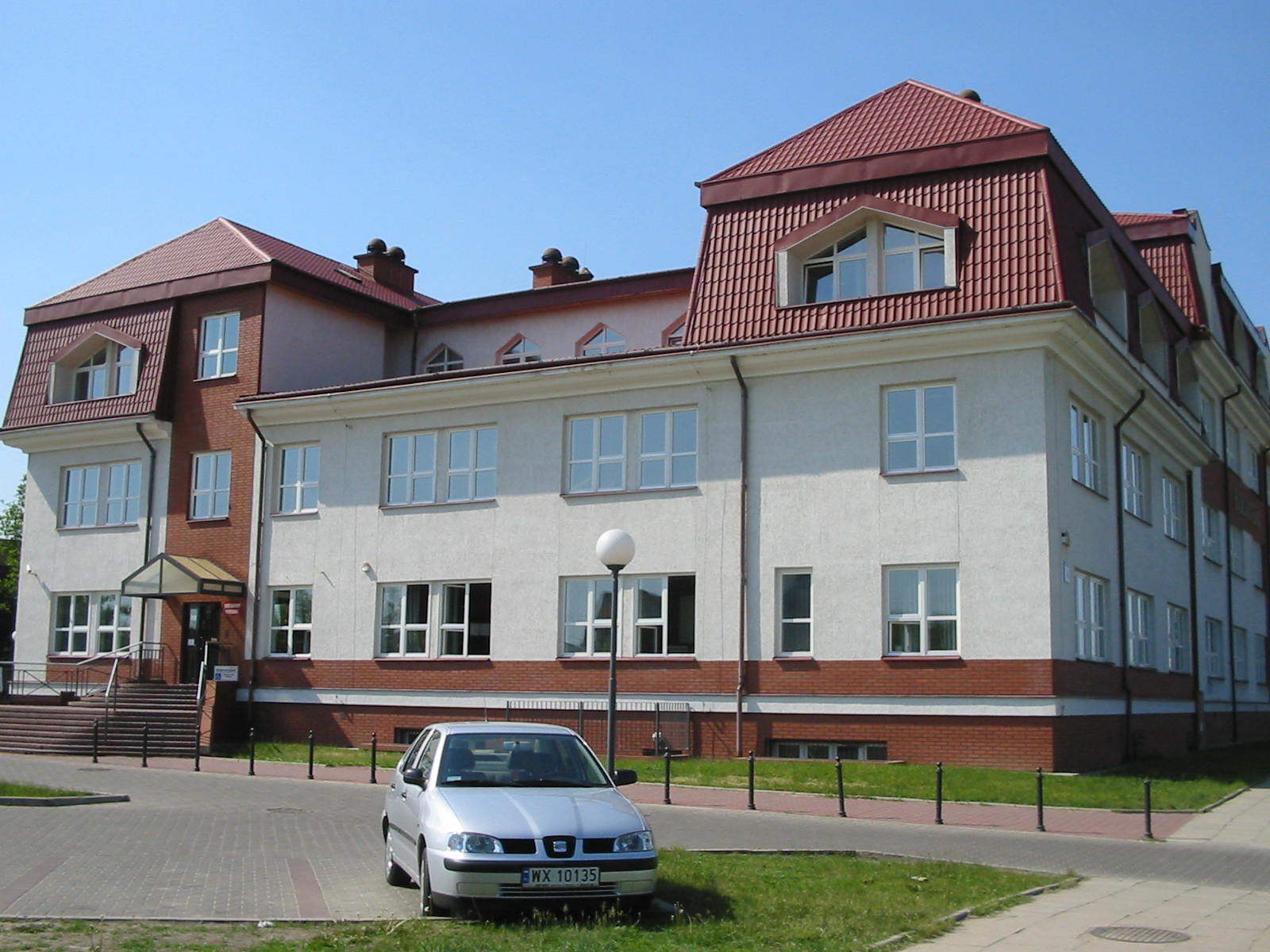
Міська бібліотека
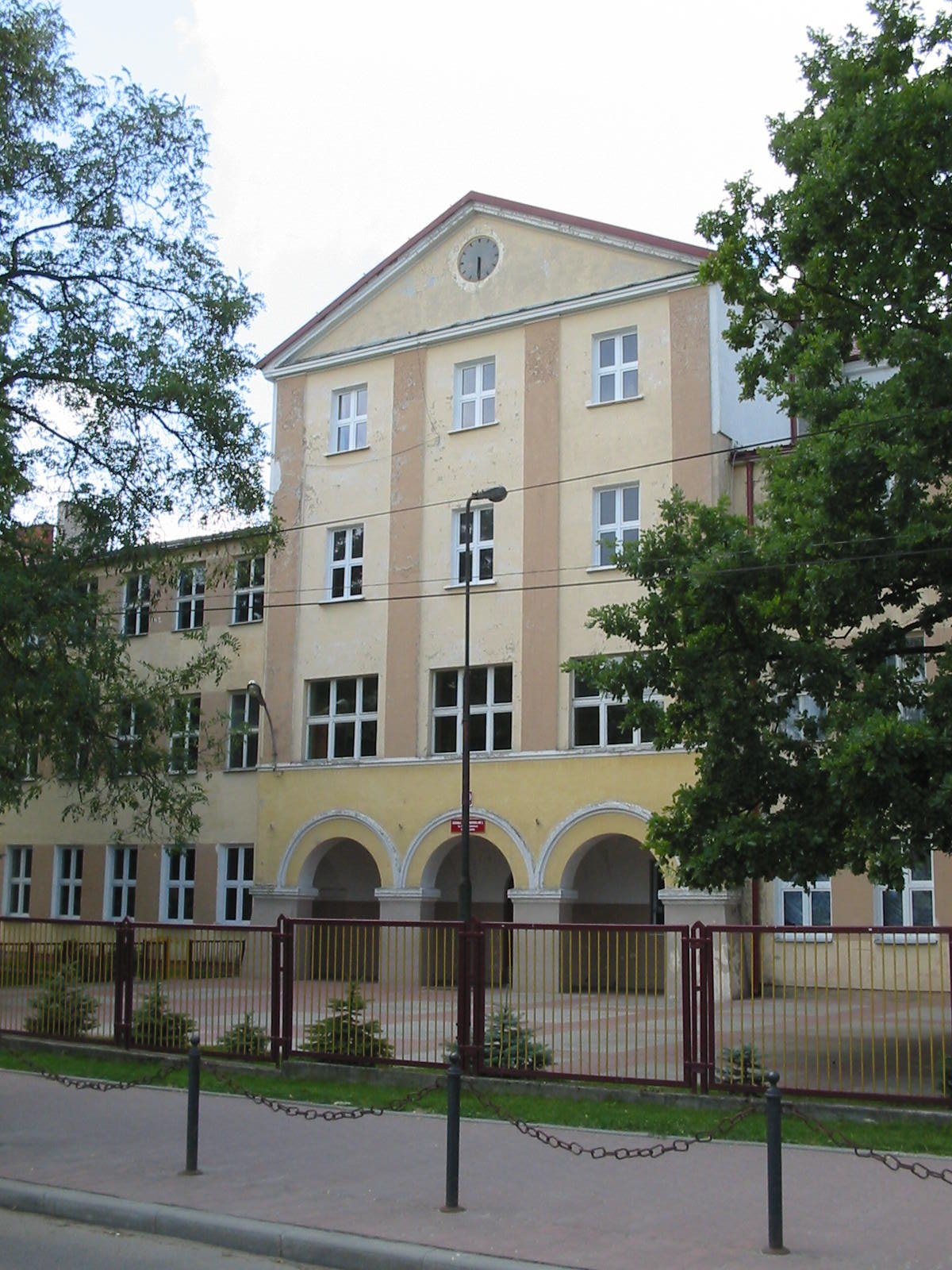
Початкова школа №1 та Загальноосвітній ліцей ім. Ципріана Каміля Норвіда